# Индукционная тигельная печь
Индукционный нагрев — нагрев тел в электромагнитном поле за счёт теплового действия вихревых электрических токов, протекающего по нагреваемому телу и возбуждаемого в нём благодаря явлению электромагнитной индукции. При этом ток в нагреваемом изделии называют индуцированным или наведённым током. Индукционными установками называют электротермические устройства, предназначенные для индукционного нагрева тел или плавки тех или иных материалов.
Индукционная печь — часть индукционной установки, включающая в себя индуктор, каркас, камеру для нагрева или плавки, вакуумную систему, механизмы наклона печи или перемещения нагреваемых изделий в пространстве и др.
Индукционная тигельная печь (ИТП), которую иначе называют индукционной печью без сердечника, представляет собой плавильный тигель, обычно цилиндрической формы, выполненный из огнеупорного материала и помещённый в полость индуктора, подключенного к источнику переменного тока. Металлическая шихта загружается в тигель, и, поглощая электромагнитную энергию, плавится.

## Достоинства и недостатки

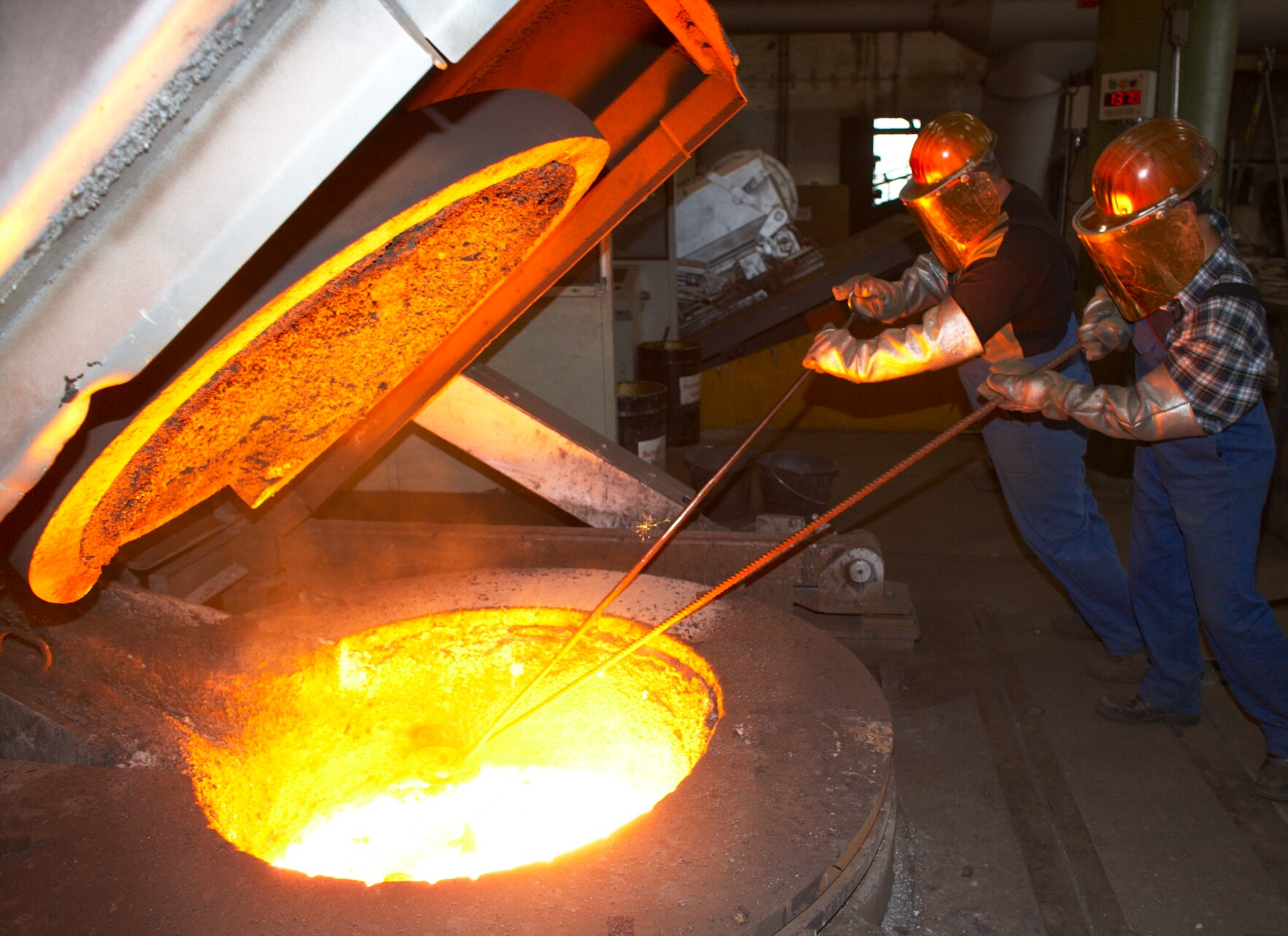

Достоинства тигельных плавильных печей:
1. Выделение энергии непосредственно в загрузке, без промежуточных нагревательных элементов;
2. Интенсивная электродинамическая циркуляция расплава в тигле, обеспечивающая быстрое плавление мелкой шихты, отходов, выравнивание температуры по объёму ванны и отсутствие местных перегревов, гарантирующая получение многокомпонентных сплавов, однородных по химическому составу;
3. Принципиальная возможность создания в печи любой атмосферы (окислительной, восстановительной или нейтральной) при любом давлении;
4. Высокая производительность, достигаемая благодаря высоким значениям удельной мощности, особенно на средних частотах;
5. Возможность полного слива металла из тигля и относительно малая масса футеровки печи, что создаёт условия для снижения тепловой инерции печи благодаря уменьшению тепла, аккумулируемого футеровкой. Печи этого типа удобны для периодической работы с перерывами между плавками и обеспечивают возможность быстрого перехода с одной марки сплава на другую;
6. Простота и удобство обслуживания печи, управления и регулировки процесса плавки, широкие возможности для механизации и автоматизации процесса;
7. Высокая гигиеничность процесса плавки и малое загрязнение воздуха.

К недостаткам тигельных печей относятся относительно низкая температура шлаков, наводимых на зеркало расплава с целью его технологической обработки. Шлак в ИТП разогревается от металла, поэтому его температура всегда ниже, а также сравнительно низкая стойкость футеровки при высоких температурах расплава и наличие теплосмен (резких колебаний температуры футеровки при полном сливе металла).
Однако преимущества ИТП перед другими плавильными агрегатами значительны, и они нашли широкое применение в самых разных отраслях промышленности.
В зависимости от того, идёт ли процесс плавки на воздухе или в защитной атмосфере, различают печи:
- открытые (плавка на воздухе),
- вакуумные (плавка в вакууме),
- компрессорные (плавка под избыточным давлением).

По организации процесса во времени:
- периодического действия
- полунепрерывного действия
- непрерывного действия

По конструкции плавильного тигля:
- с керамическим (футерованным) тиглем,
- с проводящим металлическим тиглем,
- с проводящим графитовым тиглем,
- с холодным (водоохлаждаемым) металлическим тиглем.

## История изобретения
Изобретателем индукционной печи для плавки металлов является русский инженер и изобретатель Александр Николаевич Лодыгин. Первый электротермический прибор построен им еще в 1872 году. Вот как Лодыгин описывает свои результаты: «…индукционная печь представляет собой специальный тип трансформатора, в котором предназначенный к расплавлению металл является первичной обмоткой, рассчитываемой на максимальное нагревание. Здесь имеет место случай, когда во всей полноте применим закон Джоуля… такой трансформатор, очевидно, может быть сделан однофазным или многофазным, и к нему применимы все видоизменения в конструкции и сочетании трансформаторов, какие существуют на практике…» Он явился одним из пионеров промышленной электротермии, создав ряд оригинальных конструкций электрических печей, на его счету 11 патентов по этой теме. Его интересы сосредотачиваются на применении электричества в металлургии и на проблемных вопросах промышленной электротермии. С 1900 по 1905 гг. под руководством А. Н. Лодыгина было построено несколько заводов для производства феррохрома, ферровольфрама, ферросилиция.
С 1905 по 1907 года А. Н. Лодыгин предложил ещё несколько конструкций индукционного оборудования для нагрева металла. В 1908 г. в журнале «Электричество» А. Н. Лодыгин  опубликовал статью, в которой были впервые описаны принцип работы и  конструкция тигельной индукционной печи без магнитопровода. Метод и принцип работы индукционных печей был запатентовал А. Н. Лодыгиным 19 октября 1909 года.

## Конструкция индукционной тигельной печи

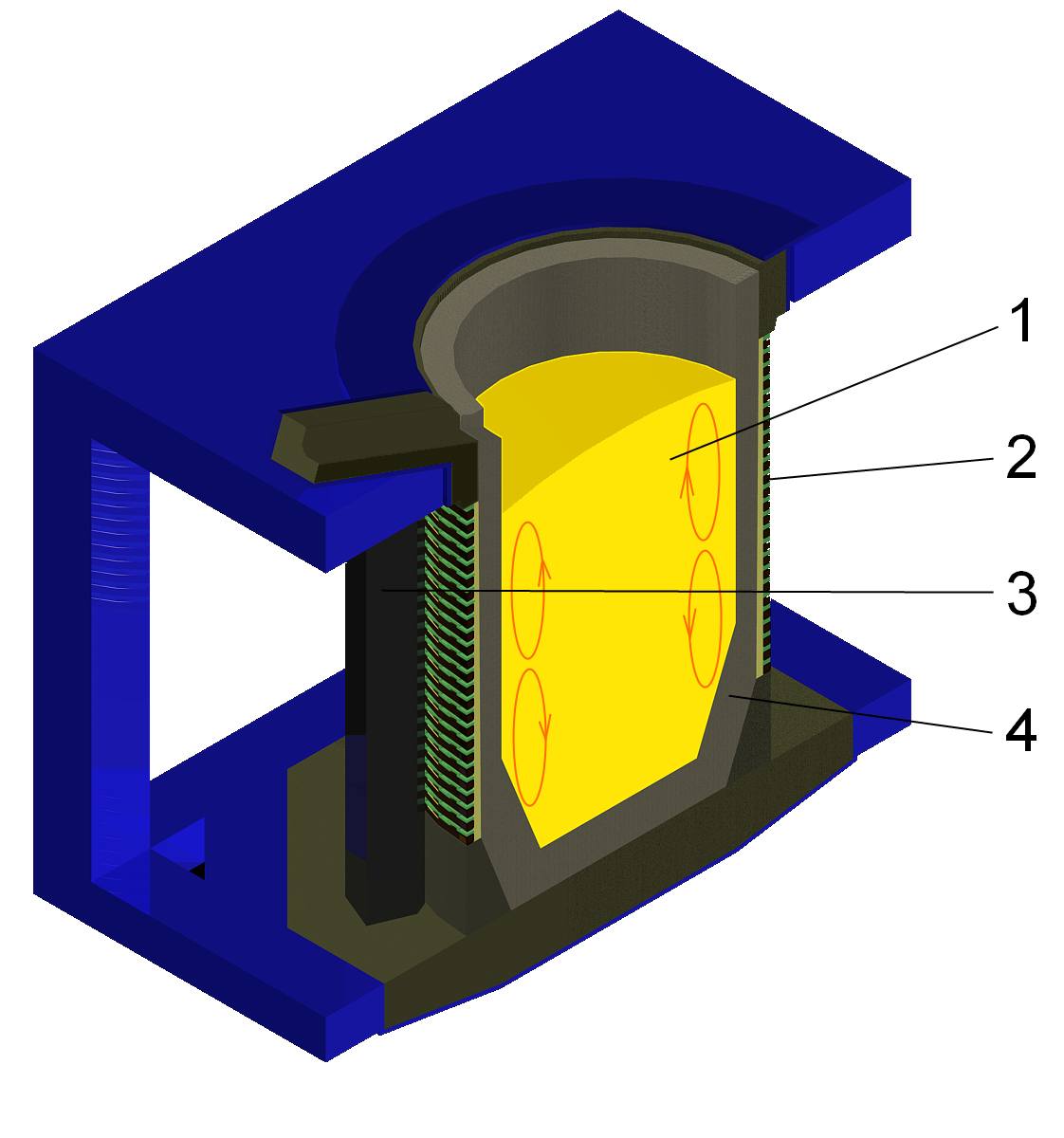
1 - расплавленный металл
2 - водоохлаждаемый индуктор
3 - прокатные хомуты
4 - тигель

Конструкция тигельной печи состоит из плавильного тигля со сливным носком, так называемым «воротником», подины, крышки и слоя тепловой изоляции. Плавильный тигель является одним из самых ответственных узлов печи, в значительной степени определяющим её эксплуатационную надежность. Поэтому к тиглю и к используемым футеровочным материалам предъявляются следующие требования:
- материал тигля должен быть «прозрачен» для электромагнитного поля, нагревающего металл. В противном случае нагреваться будет не расплавляемый металл, а тигель;
- огнеупорные материалы должны обладать высокой теплостойкостью и огнеупорностью, а также химической стойкостью по отношению к расплавленному металлу и шлаку при рабочих температурах;
- материал тигля должен сохранять изоляционные свойства (то есть иметь минимальную электропроводность) во всем диапазоне температур (1600—1700 °C для черных металлов);
- тигель должен иметь минимальную толщину стенки для получения высокого значения электрического коэффициента полезного действия;
- тигель должен быть механически прочным в условиях воздействия высоких температур, большого металлостатического воздействия, значительных механических усилий, возникающих при наклонах печи, ударных нагрузках, возникающих при загрузке и осаждении шихты и чистке тигля;
- материал тигля должен иметь малый коэффициент линейного (объемного) расширения для исключения возникновения трещин в тигле в условиях высокого значения градиента температур в стенке (до 30 тыс. °C/м) и для снижения термических напряжений в тигле;
- технология конструкции и изготовления футеровки и тепловой изоляции печи должны обеспечивать условия для осуществления в течение всей кампании печи неспекшегося (буферного) наружного слоя, прилегающего к индуктору, и исключающего образование сквозных трещин и проникновение расплава к виткам индуктора.

В настоящее время в практике изготовления ИТП используют следующие методы:
1. Набивку по шаблону непосредственно в печи, когда сваренный из листовой стали шаблон по форме внутренней поверхности тигля устанавливают на подине точно на оси печи, порошкообразные огнеупорные массы засыпают в зазор между индуктором и шаблоном, и послойно трамбуют пневматической или электрической трамбовкой.
2. Изготовление футеровки внепечным методом: тигли прессуют, трамбуют или формуют в специальных разборных пресс-формах, затем тигли устанавливают в индуктор печи и засыпают боковое пространство порошкообразным огнеупорным материалом, что предупреждает прорыв жидкого металла к индуктору через сквозные трещины, которые могут образоваться в предварительно обожженных тиглях. Смену футеровки при таком методе можно осуществить быстрее, что сокращает время простоя печи.
3. Выполнение футеровки из фасонных огнеупорных изделий. Толщина изделий (кольца, блоки, секционные шпунтовые изделия, стандартные кирпичи клиновидной формы) должна быть такой, чтобы при кладке не образовалось пространство (кольцевой зазор) размером 25—30 мм между наружной стенкой кладки и витками индуктора для создания буферного слоя из порошкообразных материалов.
4. Прослойную наварку футеровки путём торкретирования или плазменным напылением контактных рабочих слоев на изготовленную любым методом футеровку. Метод напыления позволяет выполнить химически чистую и высокоогнеупорную контактную поверхность футеровки, в соответствии с требованиями к выплавляемым сплавам.

Для ИТП применяют кислую, основную и нейтральную футеровку, состав которых очень разнообразен. Это позволяет для данного технологического процесса плавки подобрать соответствующие футеровочные материалы, рецептуру огнеупорных масс и технологию изготовления в соответствии с ранее перечисленными требованиями.
Кислую футеровку изготовляют из кремнезёмистых огнеупорных материалов (кварцевого песка, кварцита, молотого динасового кирпича) с содержанием окиси кремния не менее 93—98 %. В качестве связующего (упрочняющего) материала применяют сульфитно-целлюлозный экстракт, а в качестве минерализатора добавляют 1—1,5 % раствор борной кислоты. Зерновой состав огнеупорной массы: 5% зёрен 3—2 мм, 50 % зёрен 2—0,5 мм, 45 % зёрен < 0,5 мм. Кислая футеровка выдерживает 80-100 плавок.
Основную футеровку изготовляют из магнезитовых огнеупоров в предварительно спечённом или сплавленном состоянии, то есть обладающих наибольшим постоянством объёма. Для уменьшения усадки при высоких температурах (1500—1600 °C) и обеспечения некоторого роста при средних (1150—1400 °C), что предотвращает образование усадочных трещин, применяют такие минерализаторы, как хромовая руда, кварцевых песок или кварциты. В качестве связующих используют глину (до 3 % от массы магнезита) с увлажнением её водным раствором жидкого стекла или патоки (до 12 %). Лучшей огнеупорной массой по зерновому составу считают: 50% зёрен 6—0,5 мм, 15 % зёрен 0,5—0,18 мм, 35 % зёрен < 0,18 мм. Данные о продолжительности службы основной футеровки крайне противоречивые и колеблются для тиглей разной ёмкости.
Следует отметить, что стойкость основной футеровки ниже стойкости кислой, причём существует ещё и недостаток: образование трещин.
Нейтральная футеровка характеризуется большим содержанием амфотерных окислов (Al2O3, ZrO2, Cr2O3). Она во многих случаях обладает более высокими огнеупорными характеристиками, чем кислая или основная, и даёт возможность выплавлять в ИТП жаропрочные сплавы и тугоплавкие металлы. В настоящее время нейтральную футеровку изготовляют из магнезитохромитовых огнеупоров, электрокорунда, диоксида циркония и циркона (ортосиликат циркония ZrSiO4). Возможно также изготовление тиглей нейтрального состава из некоторых тугоплавких соединений (нитридов, карбидов, силицидов, боридов, сульфидов), которые могут быть перспективными для плавки небольших количеств химически чистых тугоплавких металлов в вакууме и в восстановительных или нейтральных средах. Плавку в тиглях большой ёмкости, которая бы оправдала применение таких дорогостоящих футеровочных материалов, пока не применяют.
Крышка печи, служащая для уменьшения тепловых потерь излучением, выполняется из конструкционной стали и футеруется изнутри. Открывание крышки осуществляется вручную или с помощью системы рычагов (на малых печах), либо с помощью специального привода (гидро- или электромеханического).
Подина печи, служащая основанием, на которое устанавливают тигель, обычно выполняется из шамотных кирпичей или блоков (для больших печей) или из асбоцементных плит, уложенных одна на другую (для малых печей небольшой ёмкости).

## Индуктор печи
Индуктор является основным элементом печи, предназначенным для создания электромагнитного поля, индуцирующего ток в загрузке. Кроме своего основного назначения, он также должен выполнять функцию важного конструктивного элемента, воспринимающего механическую и тепловую нагрузку со стороны плавильного тигля и во многом определяющего надёжность работы печи в целом.
На индуктор действуют значительные радиальные электродинамические усилия:
- витки подвержены вибрациям, которые могут привести к разрушению изоляции индуктора;
- распределяющая в процессе нагрева футеровка тигля создаёт значительные осевые усилия, стремящиеся сместить витки индуктора в осевом направлении;
- механические изгибающие усилия, возникающие при наклоне печи могут также привести к деформации витков индуктора.

Кроме того, охлаждение индуктора должно обеспечивать отвод тепла, вызываемого электрическими потерями, а электрическая изоляция витков индуктора должна исключать возможность электрического пробоя, приводящего к прожогу трубки индуктора и к возникновению аварийной ситуации.
Таким образом, индуктор ИТП должен обеспечивать:
- В общем случае — для индукционной печи любого типа:
  - минимальные электрические потери,
  - требуемый расход охлаждающей воды,
  - необходимую механическую прочность и достаточную жёсткость,
  - надёжную электроизоляцию витков.
- В случае обработки тугоплавких металлов
  - Концентрацию электромагнитного поля в малом объёме

Эти требования удовлетворяются в ИТП следующим образом.
Обычно индуктор представляет собой цилиндрическую однослойную катушку (соленоид), витки которой уложены в виде спирали (спиральный индуктор) с постоянным углом наклона, определяемым шагом набивки, или катушку, все витки которой располагаются в горизонтальных плоскостях, а переходы между соседними витками осуществляются короткими наклонными участками, — такой индуктор называют индуктором с транспозицией витков. Достоинство — простота набивки (на барабан, укладывая виток к витку), однако торцевые плоскости витков индуктора при этом не горизонтальны, что затрудняет осевую стяжку индуктора. Изготовление индуктора с транспозицией сложнее, т. к. требуются специальные приспособления для выполнения транспозиции, однако торцы индуктора при этом оказываются лежащими в горизонтальных плоскостях, что облегчает стяжку витков индуктора с помощью торцевых плит, натяжных колец и др. Ввиду больших токовых нагрузок индуктор ИТП практически всегда выполняют с водяным охлаждением.
Для обеспечения минимальных электрических потерь в индукторе необходимо соблюдение следующих условий:
- материал индуктора должен обладать малым удельным сопротивлением;
- материал индуктора должен быть немагнитным;
- толщина индуктирующего витка, обращенная к расплаву должна быть не менее 1,57∆.

Эти условия могут быть удовлетворены, если индуктор выполнен из полой медной трубки круглого, прямоугольного равностенного, разностенного или специального сечений. При этом равностенные трубки используются, как правило, для печей повышенной частоты, а разностенные — промышленной частоты.
Электроизоляция индуктора должна иметь высокую диэлектрическую прочность, быть пыле- и влагонепроницаемой, противостоять вибрациям и повышенным температурам (≈200—300 °C), быть ремонтоспособной.
На практике применяется несколько способов выполнения межвитковой изоляции:
1. воздушная — промежуток между соседними витками достаточно большой (10—20 мм), чтобы исключить возможность возникновения пробоя. Воздушная изоляция выполняется при сравнительно невысоком напряжении на индукторе, в тех случаях, когда имеется возможность жестко закрепить каждый виток в отдельности (на печах малой ёмкости);
2. обмоточная — на предварительно подготовленную поверхность витков наносится слой изоляционного лака, затем витки обматываются лентой с высокой диэлектрической непроницаемостью (например, стекломикалентой). Лента обычно наматывается «в полуперекрышку». Такая изоляция широко применяется;
3. прокладочная изоляция — в зазоры между витками закладываются прокладки, выполненные, например, из стеклотекстолита. Индуктирующий провод предварительно покрывают изоляционным лаком, а прокладки приклеивают к виткам специальным клеем на эпоксидной основе. Этот вид изоляции используют в печах большой ёмкости;
4. напыленная изоляция — на индуктирующий провод, то есть на его предварительно подготовленную поверхность (дробеструйная очистка и обезжиривание) газопламенным или плазменным способом наносится тонкий слой окиси алюминия Al2O3 или диоксида циркония ZrO2, обладающих высокими диэлектрическими свойствами и хорошо сцепляющихся с медным индуктором. Сверху на этот слой обычно наносится слой лака. Этот вид изоляции широко используется в настоящее время;
5. монолитная изоляция с применением полиэфирного композитного состава находит ограниченное применение из-за сложности выполнения ремонта индуктора при местных повреждениях трубки или самой изоляции.

Для обеспечения жесткости и механической прочности индуктора применяются следующие способы крепления его витков:
- с помощью шпилек, выполняемых обычно из латуни, и припаянных или приваренных к наружной стороне индуктора; каждый его виток крепится к вертикальным изоляционным стойкам, выполненным из текстолита, асбоцемента или твердых пород дерева;
- с помощью верхнего и нижнего прижимных колец или фланцев все витки индуктора вместе стягиваются в осевом направлении продольными стяжками, а радиальная фиксация витков осуществляется вертикальными рейками, выполненными из изолирующего материала или пакетами магнитопроводов;
- необходимая жёсткость может быть также обеспечена заливкой его в компаунд.

Система водяного охлаждения индуктора предназначена для отвода активной мощности, теряемой в индукторе (Ри) и мощности тепловых потерь теплопроводностью от расплавленного металла через футеровку тигля (Рт. п.).
Условия надёжности работы системы:
1. механических примесей в охлаждающей воде должно быть не более 80 г/м³ и величина карбонатной (временной) жёсткости должна быть 7 г-экв/м³;
2. температура отходящей (нагретой) воды должна быть такой, чтобы предотвратить образование накипи, обычно её принимают равной 35—40 °C, что соответствует температуре стенки индуктора 40—50 °C;
3. температура индуктора - не должна быть ниже температуры окружающего воздуха, так как иначе на индукторе будет конденсироваться влага из воздуха, что приведёт к пробою между витками;
4. необходимый напор при входе в индуктор по условиям заводских водопроводных магистралей следует ограничить до 200 кПа. Если по расчёту этот напор превышает предел, то систему водоохлаждения приходится разбивать на секции и все секции охлаждения индуктора присоединять к охлаждающей магистрали параллельно;
5. скорость течения охлаждающей воды должна быть определённой: не менее 0,5 м/с для создания турбулентного движения воды, предотвращающего осаждение на стенках трубки индуктора механических примесей и выпадающих из воды солей (вследствие уменьшения их растворимости при нагреве воды), и не более 1,5 м/с, чтобы не увеличить потери давления сверх допустимого значения.

## Каркас индукционной тигельной печи
Каркас (кожух) печи служит конструктивной основой для крепления всех основных элементов печи. При этом к нему предъявляются два основных требования: обеспечение максимальной жёсткости всей конструкции печи в целом и минимальное поглощение мощности элементами каркаса, так как они находятся в магнитном поле рассеяния индуктора. В настоящее время в тигельных печах применяют следующие основные схемы каркаса:
1. Каркас, имеющий форму прямоугольного параллелепипеда, рёбра которого выполнены из немагнитного материала (например, из дюралюминиевого уголка или немагнитной стали), а грани закрыты асбоцементным листом. С такими каркасами изготавливают печи малой ёмкости (менее 0,5 т) и лабораторные печи. С целью уменьшения нагрева металлических уголков каркаса, отдельные его металлические элементы изолируют друг от друга изоляционными прокладками для исключения в раме каркаса кольцевых токов. Индуктор в таком каркасе обычно прикрепляют к нижней и верхней асбоцементным плитам.
2. Металлический каркас обычно цилиндрической формы, выполненный в виде сплошной обмотки из толстого стального листа с вырезами («окнами») для доступа к индуктору или в виде «беличьей клетки», образованной вертикальными металлическими стойками, приваренными к верхней и нижней опорным стойкам. Между стойками имеется доступ к индуктору. Такие каркасы применяются в основном в печах средней и большой ёмкости.

## Магнитопроводы и экраны индукционной тигельной печи
На практике применяются три способа уменьшения потерь в каркасе печи от полей рассеяния:
1. удаление металлических элементов каркаса на достаточное расстояние от индуктора с устранением замкнутых контуров тока в каркасе;
2. применение пакетов магнитопроводов, устанавливаемых между индуктором и каркасом, выполненных из листовой электротехнической стали толщиной 0,2; 0,35 или 0,5 мм;
3. применение магнитных экранов в виде сравнительно тонких медных или алюминиевых листов, располагающихся непосредственно у внутренней поверхности кожуха.

Поскольку металлический корпус образует замкнутый контур вокруг индуктора, то применение экранов в этом случае оказывается неизбежным. Как правило, в промышленных печах используют магнитные экраны (магнитопроводы).
Магнитопроводы, кроме своего основного назначения (проведение внешнего магнитного потока внутри каркаса), выполняют функцию конструктивного элемента, обеспечивающего жесткость индуктора и печи в целом. Это достигается благодаря тому, что фиксацию и радиальную стяжку индуктора осуществляют пакетами магнитопроводов, прижимаемых к индуктору специальными нажимными болтами, смонтированными в корпус печи. Усилие нажатия может регулироваться. Фиксация индуктора в осевом направлении может осуществляться с помощью кронштейнов, приваренных к боковым щекам магнитопроводов (к верхним скобам) и шпилек, притягивающих пакеты магнитопроводов к днищу печи. Благодаря такому конструктивному решению, все усилия, возникающие при работе печи, и воспринимаемые индуктором, передаются через магнитопроводы на корпус и днище, что позволяет разгрузить футеровку и повысить её стойкость и надежность печи в целом.

## Контактное устройство индукционной тигельной печи
Электрооборудование включает в себя:
- печь,
- комплект измерительных приборов с трансформаторами,
- генератор повышенной или высокой частоты,
- коммутационную и защитную аппаратуру,
- конденсаторную батарею, ёмкость которой можно менять.

Электрооборудование и измерительные приборы в случае повышенной и высокой частоты должно иметь специальное исполнение, допускающее использование специальной аппаратуры в зоне повышенных частот.

Переключатель S позволяет изменять в процессе плавки коэффициент связи индуктора и садки. Такое изменение необходимо в связи с тем, что активное сопротивление шихты различно в различные моменты процесса.
Контакторы К1, К2, К3 позволяют изменять в процессе плавки ёмкость компенсирующей конденсаторной батареи и поддерживать cos.=1 в цепи индуктора. Это приходится делать, потому что во время плавки также изменяется и индуктивное сопротивление садки, так как изменяется магнитная проницаемость, величины вихревых токов и т. д.

## Механизм наклона индукционной тигельной печи
Механизм наклона печи предназначен для слива металла и является одним из важных узлов конструкции любой тигельной плавильной печи. Для уменьшения длины струи металла и для того, чтобы не перемещать разливочный ковш в соответствии с перемещением носка печи (как, например, при эксплуатации дуговых сталеплавильных печей), ось наклона ИТП помещают вблизи носка.
Для наклона печей малой ёмкости (60 и 160 кг) используют тельфер печного пролёта, предназначенный для загрузки шихты в тигель. Для наклона печи крюк тельфера сцепляют с серьгой, укреплённой на каркасе печи. При вращении барабана тельфера крюк поворачивает печь на требуемый угол (порядка 95—100°).
Основной частью гидравлического механизма наклона печи являются рабочие цилиндры одностороннего действия, установленные по одному с каждой стороны печи. Плунжеры цилиндров, шарнирно связанные с корпусом печи, давлением рабочей жидкости (обычно масла) перемещаются вверх и наклоняют печь. Цилиндры устанавливают на шарнирах, позволяющих цилиндрам в процессе наклона печи поворачиваться в соответствии с дугой, описываемой головкой плунжера. Печь опускается под действием собственного веса, когда в цилиндрах снимают давление рабочей жидкости.
Если печь должна наклоняться в обе стороны (когда она выполняет роль обогреваемого копильника-миксера), гидравлический механизм наклона снабжён двумя парами рабочих цилиндров, каждая из которых наклоняет печь в одну сторону, причём осью поворота печи служат цапфы плунжеров второй пары цилиндров.
Гидравлический механизм наклона прост по конструкции, обеспечивает плавный поворот, но для его работы необходимо иметь гидравлическую напорную установку. Недостатком этого механизма наклона следует также считать необходимость довольно значительного пространства под печью для установки гидравлических (рабочих) цилиндров, что в некоторых случаях исключает его применение.

## Механизм подъёма и поворота свода
Обычно применяют простые рычажные или кулачковые механизмы подъёма, позволяющие легко приподнимать крышку на 1—2 см, после чего её отводят в сторону поворотом кронштейна, на котором она висит. Можно поднимать крышку небольшим гидравлическим цилиндром. Наиболее часто таким образом поднимают герметичные крышки вакуумных индукционных печей.